# Czesław Kuryatto
Czesław Kuryatto (ur. 14 lipca 1902 we wsi Kurczyce koło Zwiahla na Wołyniu, zm. 12 marca 1951 w Cieszynie) – polski artysta malarz, portrecista, twórczością związany z Wisłą i Beskidem Śląskim.

## Biografia
Po ukończeniu gimnazjum w Zwiahlu w 1918 wyjechał do Warszawy. Tam studiował w prywatnej szkole malarskiej u Konrada Krzyżanowskiego, a od 1922 do 1926 w Warszawskiej Szkole Sztuk Pięknych pod kierunkiem Tadeusza Pruszkowskiego. W tym czasie odbył służbę wojskową, którą ukończył ze stopniem sierżanta podchorążego.
Po ukończeniu studiów, poszukując warunków do pracy twórczej w 1931 przyjechał do Katowic, gdzie w tym samym roku ożenił się z Leonią Dziewicką. Tu przez pewien czas malował pejzaże przemysłowe i śląskie sceny rodzajowe. Podczas letnich plenerów tworzył także pejzaże z Kazimierza Dolnego i widoki nadmorskie. Na pewien czas powrócił jeszcze do Warszawy, by u profesora Pruszkowskiego doskonalić swój warsztat portrecisty, po czym w 1938 przeniósł się do Wisły, z którą związał się już na stałe. Tu, u podnóży Jarzębatej, na prawym brzegu Wisły, wybudował własną, modernistyczną willę. W swej sztuce wrażliwy przede wszystkim na subtelną grę światła i cieni na malowanym obiekcie, nadał jej nazwę "Światło-Cień".
W czasie II wojny malował beskidzkie pejzaże i liczne, wyjątkowej oryginalności typy góralskie. Później poświęcił się głównie portretowi. Był mistrzem światła i cienia, które odgrywały najważniejszą rolę w jego pracach. Wykonał podobizny wielu Polaków, zarówno tych wybitnych, jak i mniej znanych. M. in. krótko przed II wojną światową Śląski Urząd Wojewódzki zakupił "Portret Marszałka Piłsudskiego" jego autorstwa. Później w Roku Chopinowskim na zamówienie Towarzystwa im. Fryderyka Chopina namalował portret słynnego kompozytora. Projektował okładki do książek i plakaty, malował freski. Częstokroć sam preparował środki do gruntowania płócien i sam robił ramy do swoich obrazów. Swe prace wystawiał w wielu miastach Polski. Był członkiem Towarzystwa Zachęty Sztuk Pięknych i Związku Zawodowego Polskich Artystów Plastyków. 
Zmarł w pełni sił twórczych. Pochowany został na cmentarzu katolickim w Wiśle.
Czesław Kuryatto pozostawił ponad 2000 notowanych prac. Wiele z nich znajduje się w rękach prywatnych, inne znajdują się w muzeach w Warszawie, Krakowie, Katowicach, Bytomiu, Gliwicach i Zabrzu. Kolekcja przeszło 100 prac artysty znajduje się w posiadaniu Muzeum Beskidzkiego w Wiśle. Prawdopodobnie w rękach nieświadomych właścicieli pozostają kolejne setki jego obrazów. Poza tym do spuścizny po malarzu należą setki szkiców, projekty okładek książkowych, plakatów. Wiele z namalowanych przez niego fresków już nie istnieje.
Ulica w Wiśle, przy której stoi w dalszym ciągu willa artysty, nosi nazwę Czesława Kuryatty.